# Victor Hope, 2. Marquess of Linlithgow

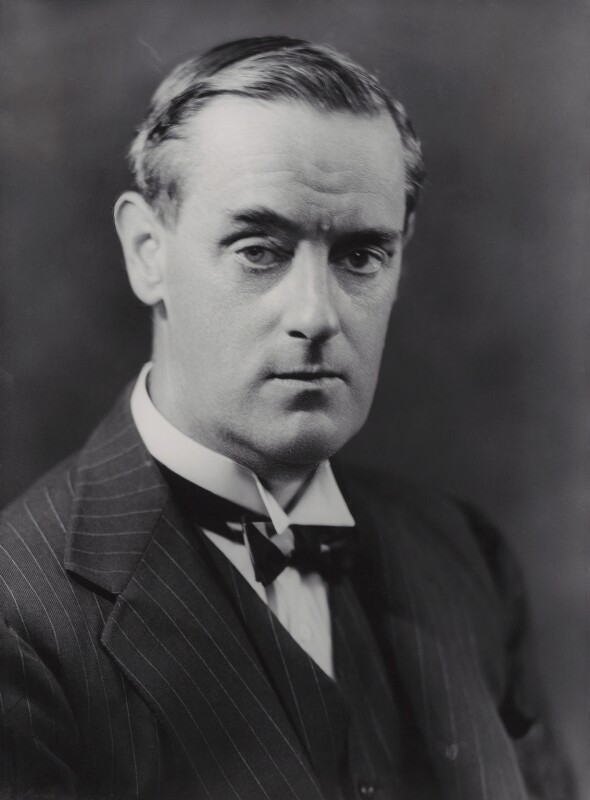
Victor Alexander John Hope, 2. Marquess of Linlithgow.

Victor Alexander John Hope, 2. Marquess of Linlithgow, KG KT GCSI GCIE OBE TD (* 24. September 1887 in South Queensferry; † 5. Januar 1952 ebenda) war ein britischer Politiker und von 1936 bis 1943 Generalgouverneur und Vizekönig von Indien.

## Herkunft und Werdegang
Victor Hope entstammte dem schottischen Hochadel. Er wurde auf dem Landsitz Hopetoun House seiner Familie in der Grafschaft Linlithgowshire (West Lothian) in den schottischen Lowlands geboren. Seine Eltern waren John Hope, seit 1902 der erste Marquess of Linlithgow und Hersey Everleigh-de-Moleyns. Schon sein Vater hatte hohe Regierungsämter in den britischen Überseebesitzungen bekleidet und war von 1901 bis 1903 der erste Generalgouverneur des neu gegründeten Dominions Australien. Der Sohn besuchte Eton College und erbte nach dem Tod seines Vaters im Jahr 1908 den Adelstitel als 2. Marquess Linlithgow.
Am 19. April 1911 heiratete Victor Hope Doreen Maud Milner (1886–1965), die Tochter Sir Frederick Milners, eines Politikers der Konservativen Partei. Aus der Ehe gingen zwei Söhne und drei Töchter hervor.
Im Ersten Weltkrieg diente Hope als Kommandeur eines Bataillons der Royal Scots an der Westfront und wurde mit dem Order of the British Empire ausgezeichnet. 1912 wurde er zum Fellow der Royal Society of Edinburgh gewählt. Nach dem Krieg hatte er in den 1920er und frühen 1930er Jahren verschiedene nachrangige Ämter in konservativ geführten Regierungen inne. 1922 bis 1924 war er Civil Lord of the Admiralty in den konservativen Regierungen unter Andrew Bonar Law und Stanley Baldwin. Er begann sich intensiver mit Ernährungsfragen zu befassen und war Vorsitzender der Kommission für Landwirtschaft in Indien 1926 bis 1928.
Er schlug verschiedene Angebote für Regierungsämter in den britischen Kolonien aus, darunter 1926 das Angebot für den Gouverneursposten der Präsidentschaft Madras und 1935 das Angebot für den Gouverneursposten von Australien. Von 1933 bis 1935 war er auch Vorsitzender des Gemeinsamen Parlamentsausschusses für Verfassungsreformen in Britisch-Indien (Joint Select Committee on Indian Constitutional Reform).

## Vizekönig von Indien
1935 wurde Lord Linlithgow durch den konservativen Premierminister Baldwin zum Nachfolger von Lord Willingdon zum neuen Vizekönig von Indien ernannt. Anlässlich seiner Ernennung schrieb der Spectator eine lobende Kurzcharakteristik über den neuen Vizekönig:

“To be Viceroy of India in these troubled times calls for a rare combination of qualities. Of Lord Linlithgow’s grasp of the constitutional reforms which he will have to introduce, there is, of course, no question; but of his personality little is known. Mr. Baldwin’s choice has fallen on a man who has never sought the limelight. […] In appearance and manner he is a fine type of British aristocrat. Tall, robust and erect in figure, he has a way of inclining his head like Jove on Olympus. […] Clearly a dominating personality with a force of character and subtlety of intellect above the average. […] The Viceroy-Designate is still young, and has yet to prove that he possesses the highest gifts of statesmanship and administration. But his friends feel every confidence that there is no man living of his generation better qualified by character, intellect, and experience, to assume the burden of guiding India’s destiny in these critical times.”

„Um Vizekönig von Indien in diesen bewegten Zeiten sein zu können, erfordert es eine seltene Kombination von Qualitäten. Lord Linlithgows Verständnis der verfassungsrechtlichen Reformen, die er wird einführen müssen, steht natürlich außer Frage, aber von seiner Persönlichkeit ist wenig bekannt. Die Wahl Baldwins ist auf einen Mann gefallen, der nie das Scheinwerferlicht der Öffentlichkeit gesucht hat. […] In seiner äußeren Erscheinung und seinen Umgangsformen ist er der vollendete Typus eines britischen Aristokraten. Groß gewachsen, kräftig und von aufrechter Haltung hat er etwas von einem Jupiter, der sein Haupt über den Olymp beugt. […] Er ist eindeutig eine dominierende Persönlichkeit mit Charakterstärke und einer überdurchschnittlichen Feinheit des Intellekts. […] Der designierte Vizekönig ist immer noch jung, und muss erst den Beweis erbringen, dass er die höchsten staatsmännischen und administrativen Fähigkeiten besitzt. Aber seine Freunde sind sich vollständig sicher, dass kein Mann seiner Generation nach Charakter, Intellekt und Erfahrung besser geeignet ist, die Verantwortung zu übernehmen Indiens Schicksal in diesen kritischen Zeiten zu lenken.“

Lord Linlithgow führte das standesgemäße Leben eines Vizekönigs und veranstaltete oft Tigerjagden mit indischen Maharadschas. Bei diesen Jagden wurden nicht nur Tiger, sondern auch viele weitere Großtiere getötet. Allein bei einer 10-wöchigen Jagd wurden 38 Nashörner, 27 Leoparden, 15 Bären und 120 Tiger erlegt.

### Umsetzung der Verfassungsreformen
Nach seiner Ankunft in Indien und seinem offiziellen Amtsantritt am 18. April 1936 hatte der neue Vizekönig vor allem die Aufgabe, die Bestimmungen des Government of India Acts aus dem Jahr 1935 umzusetzen. Dieses Gesetz hatte die Verwaltung und Verfassung Britisch-Indiens grundlegend umgestaltet. Die britischen Besitzungen waren administrativ nun in 11 Provinzen untergliedert (neu geschaffen wurden die Provinzen Orissa durch Abtrennung von Bihar, Sindh durch Abtrennung von Bombay und die North Western Frontier Province, NWFP). Das Wahlrecht für die gewählten Provinzialversammlungen wurde von bisher 6 Millionen Wahlberechtigten auf 40 Millionen ausgeweitet (etwa 18 % statt bisher 2,6 % der Bevölkerung). Die Provinzialregierungen erhielten mehr Kompetenzen und die Mehrheit der Minister, allerdings nicht die Gouverneure der Provinzialregierungen wurde nunmehr von den Provinzialversammlungen gewählt. Der Government of India Act 1935 hatte auch vorgesehen, dass ein gesamtindisches Parlament aus Vertretern der britischen Provinzen und der indischen Fürstenstaaten gebildet werden sollte. Die Vertreter der Fürstenstaaten hätten dabei ein Drittel der Sitze besetzen können. Dies scheiterte jedoch zunächst am Widerstand der meisten indischen Fürsten, die einen Verlust an Souveränität befürchteten und die indische Nationalbewegung vielfach mit Misstrauen sahen.
Den meisten indischen Aktivisten gingen diese Reformen jedoch nicht weit genug. Sie hatten für Indien den Status eines Dominions gefordert. Bei den ersten Wahlen 1937 gewann der Indische Nationalkongress die Mehrheit in 6 von 11 Provinzen (darunter auch die mehrheitlich muslimische NWFP) und stellte dort die Regierungen.

### Zweiter Weltkrieg
Nach der Kriegserklärung des Vereinigten Königreichs und Frankreichs an das nationalsozialistische Deutschland am 3. September 1939 erklärte der Vizekönig am selben Tag den Kriegszustand zwischen dem Kaiserreich Indien und dem Deutschen Reich. Der Vizekönig hatte zuvor keinen der gewählten indischen Volksvertreter oder politischen Führer konsultiert. Verfassungsrechtlich war er dazu auch nicht verpflichtet, jedoch fühlten sich insbesondere die Vertreter des Indischen Nationalkongresses durch diesen einseitigen Akt vor den Kopf gestoßen. Die Haltung des Kongresses zum Krieg war ambivalent. Einerseits hatte der Kongress in mehreren Resolutionen die nationalsozialistische Ideologie und den italienischen Faschismus verurteilt und sich zu den Grundprinzipien einer pluralistischen demokratischen Gesellschaftsform bekannt. Andererseits hatte insbesondere Gandhi immer wieder auf den Grundsatz der Gewaltfreiheit hingewiesen und eine aktive Kriegsteilnahme abgelehnt. Am 16. September 1939, knapp zwei Wochen nach der Kriegserklärung, verabschiedete das Working Committee der Kongresspartei gegen die Stimme Gandhis eine Resolution, in der sich der Kongress bereit erklärte die Kriegsanstrengungen Großbritanniens zu unterstützen, jedoch nur unter der Voraussetzung, dass die britische Regierung klar ihre zukünftigen Vorstellungen von einer demokratischen Selbstregierung der Nationen des Britischen Empire darlegen würde. Andernfalls erklärte das Komitee, dass es den Krieg nicht unterstützen könne. Die Antwort der britischen Kolonialregierung kam einen Monat später am 17. Oktober 1939. In einer Erklärung India and the War stellte der Vizekönig stellvertretend für die britische Regierung Indien nach Kriegsende den Dominion-Status in Aussicht, allerdings ohne einen konkreten Zeitplan zu benennen. Diese Antwort wurde von Gandhi und den anderen Führern der Kongresspartei als enttäuschend und zu unpräzise zurückgewiesen. Sämtliche von der Kongresspartei gestellten Minister in den Provinzialregierungen traten aus Protest im Dezember 1939 zurück. Im Gegensatz dazu erklärte die Muslimliga von Muhammad Ali Jinnah, die bei den Provinzialwahlen 1937 eher enttäuschend abgeschnitten hatte und auch in den mehrheitlich muslimischen Provinzen nirgendwo die Mehrheit erhalten hatte, ihre uneingeschränkte Unterstützung der britischen Kriegsanstrengungen. Dadurch gewann Jinnah, der sich als Repräsentant aller indischen Muslime gerierte, zum Teil die Unterstützung der britischen Kolonialregierung. Im März 1940 proklamierte die Muslimliga erstmals das Ziel der Errichtung eines muslimischen Staates auf dem Territorium Britisch-Indiens.
Die Kongresspartei stand vor einer inneren Zerreißprobe. Ein Flügel befürwortete die Kriegsteilnahme auf britischer Seite, während ein anderer, radikalerer Flügel unter Führung des charismatischen ehemaligen Parteipräsidenten Subhash Chandra Bose den Krieg als eine Gelegenheit sah, die Unabhängigkeit Indiens in einem Aufstand gegen die britischen Kolonialherren zu erlangen. Bose wurde unter Hausarrest gestellt, konnte jedoch entkommen und gelangte nach abenteuerlicher Flucht nach Deutschland, wo er begann, eine indische Freiwilligenarmee durch Rekrutierung indischer Kriegsgefangener aufzubauen. Ab 1943 wirkte Bose von Japan aus, ebenfalls mit einer indischen Freiwilligenarmee. Boses Organisation, der All India Forward Bloc, wurde durch die britische Kolonialregierung verboten.

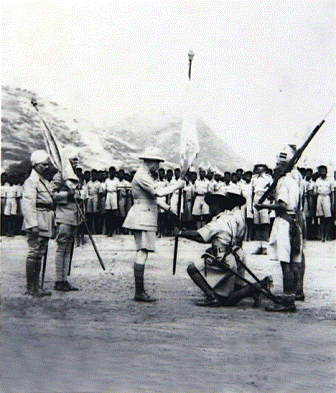
Der Marquess of Linlithgow übergibt eine neue Fahne an das Madras-Regiment, 1942

Auf dem Höhepunkt des Weltkrieges, als japanische Armeen 1942 Burma besetzt hatten und an den Grenzen Britisch-Indiens standen, wurde auf Veranlassung Premierminister Winston Churchills eine Abordnung unter Leitung des Labour-Politikers und Kabinettsmitglieds Stafford Cripps nach Britisch-Indien entsandt (Cripps-Mission). Die Mission hatte das Ziel, führende indische Politiker zur weiteren Unterstützung der britischen Kriegsanstrengungen zu bewegen. Letztlich war aber nicht klar, welche Kompetenzen Cripps für konkrete Zusicherungen wirklich hatte und Cripps konnte tatsächlich nur wenige konkrete Angebote für kurzfristige Verbesserungen machen, sondern verschob alle Versprechungen auf die Zeit nach dem Krieg. Der Vizekönig stand Cripps’ Aktivitäten misstrauisch bis ablehnend gegenüber. Im Nachhinein wurden die Verhandlungen auch durch Churchills Bemerkung im Dezember 1942, dass er nicht ins Amt gewählt worden sei, um das Britische Empire zu liquidieren, entwertet. Nach dem Scheitern der Cripps-Mission rief Gandhi am 8. August 1942 die „Quit India“-Bewegung aus, mit der die Briten zu einem geordneten Rückzug aus Britisch-Indien aufgefordert wurden. Das freie Indien würde anschließend aus freien Stücken die Kriegsanstrengungen der Alliierten unterstützen. Am 9. August 1942 wurde Gandhi mitsamt anderen Führern des Kongresses auf Veranlassung der britischen Kolonialregierung verhaftet. Landesweit wurden mehr als 60.000 Personen in Haft genommen und der Kongress wurde verboten. Es kam zu vielfachen Aktionen des Widerstands und Sabotageaktionen in ganz Indien. Der Vizekönig schrieb an Churchill Ende August 1943, dass die Widerstandsbewegung „bei weitem die ernsthafteste Rebellion seit der von 1857“ („by far the most serious rebellion since that of 1857“) sei, deren „Schwere und Ausmaß man bisher aus Gründen der militärischen Sicherheit vor der Weltöffentlichkeit geheim gehalten“ habe („the gravity and extent of which we have so far conceiled from the world for reasons of military security“).
Viele Abgeordnete der Kongresspartei in den Provinzialversammlungen traten aus Protest gegen die Regierungsmaßnahmen zurück, wodurch sich die Mehrheiten in den Provinzialversammlungen änderten und die Muslimliga, die die Quit India-Kampagne ablehnte, im Bündnis mit anderen Parteien die Mehrheiten in den Provinzen Sindh, Bengalen und der North West Frontier Province gewann.
In der Endphase der Regentschaft Lord Linlithgows als Vizekönig bahnte sich mit der Hungersnot in Bengalen 1943 eine der größten humanitären Katastrophen des Indischen Subkontinents im 20. Jahrhundert an, die mehrere Millionen Menschenleben kostete. Die britische Regierung und die britische Kolonialverwaltung erwiesen sich als unfähig, der Hungerkatastrophe wirksam zu begegnen.
Am 20. Oktober 1943 ging die ereignisreiche Amtszeit Lord Linlithgows als Vizekönig zu Ende. Mit 7 ½ Jahren war es die längste Amtszeit eines Vizekönigs in Britisch-Indien. Er kehrte danach ins Vereinigte Königreich zurück, wo er bis zu seinem Tod 1952 auf dem Familienlandsitz Hopetoun House lebte. Von 1946 bis 1952 hatte er das Amt des Kanzlers der University of Edinburgh inne.
Sein Wirken in Indien wurde unterschiedlich beurteilt. Während britische Biografen ihn als einen der fähigsten britischen Kolonialbeamten in einem hohen Amt lobten, resümierten indische Kommentatoren, dass in seiner Amtszeit wenig Positives erreicht worden sei. Im Urteil von V. P. Menon: „Seine 7 ½ Jahre währende Regentschaft – länger als die jedes anderen Vizekönigs – war durch ein auffälliges Fehlen von positiven Ergebnissen gekennzeichnet. […] Auf politischer Seite drückte Sir Tej Bahadur Sapru den allgemeinen Eindruck wie folgt aus: heute sage ich nach sieben Jahren Regierung von Lord Linlithgow, dass das Land viel stärker gespalten ist, als das bei seinem Amtantritt der Fall war.“

## Ehrungen
Neben seinem Adelstitel und dem Amt des Vizekönigs erhielt Victor Hope mehrere hohe Auszeichnungen:
- Order of the British Empire (OBE) 1919
- Ritter des Distelordens 1928
- Knight Grand Commander des Order of the Star of India (GCSI)
- Knight Grand Commander des Order of the Indian Empire (GCIE) 1929
- Privy Councillor 1935
- Ritter des Hosenbandordens 1943
- Territorial Decoration (TD)